# Грозний (аеропорт)
Аеропорт Грозний (чеч. Соьлжа-ГӀалан аэропорт) (IATA: GRV, ICAO: URMG) — цивільний аеропорт міста Грозний, Чечня. Розташований за 7,5 км на північ від Грозного.

## Прийнятні типи повітряних суден
Літаки: Ан-12, Ан-24, Ан-26, Ан-72, Ан-74, Ан-140, Ан-148, Ил-76, Ил-114, Ту-134, Ту-154, Як-40, Як-42, Airbus A319, Airbus A320, Airbus A321, ATR 42, ATR 72, Boeing 737, Boeing 757, Bombardier CRJ 100/200 та всі легші, гелікоптери всіх типів.

## Авіалінії та напрямки, лютий 2021
| Авіакомпанія         | Пункт призначення                            |
| -------------------- | -------------------------------------------- |
| Aeroflot             | Москва-Шереметьєво                           |
| Air Arabia           | Шарджа                                       |
| Avia Traffic Company | Бішкек                                       |
| Азимут               | Москва-Внуково, Ростов-на-Дону, Ст Петербург |
| flydubai             | Дубай                                        |
| Onur Air             | Стамбул                                      |
| Pegasus Airlines     | Стамбул-Сабіха Гекчен                        |
| S7 Airlines          | Новосибірськ                                 |
| Utair                | Стамбул, Москва-Внуково                      |

## Пасажирообіг
Див. джерело запитів Вікіданих та джерела.